# Maciej Bielecki
Maciej Bielecki (Białystok, 19 de mayo de 1987) es un deportista polaco que compite en ciclismo en la modalidad de pista, especialista en la prueba de velocidad por equipos. Ganó cinco medallas en el Campeonato Europeo de Ciclismo en Pista entre los años 2011 y 2024.

## Medallero internacional
| Campeonato Europeo | Campeonato Europeo       | Campeonato Europeo | Campeonato Europeo    |
| Año                | Lugar                    | Medalla            | Competición           |
| ------------------ | ------------------------ | ------------------ | --------------------- |
| 2011               | Apeldoorn (Países Bajos) | Medalla de bronce  | Velocidad por equipos |
| 2012               | Panevėžys (Lituania)     | Medalla de plata   | Velocidad por equipos |
| 2016               | Saint-Quentin (Francia)  | Medalla de oro     | Velocidad por equipos |
| 2021               | Grenchen (Suiza)         | Medalla de bronce  | Velocidad por equipos |
| 2024               | Apeldoorn (Países Bajos) | Medalla de bronce  | Velocidad por equipos |

1. ↑  Compitió en la ronda de clasificación.